# Batalha de Khorramshahr (1982)
A Batalha de Khorramshahr, também conhecida no Irã como a Libertação de Khorramshahr (em persa: آزادسازی خرمشهر) foi a recaptura iraniana da cidade de Khorramshahr em 24 de maio de 1982 durante a Guerra Irã-Iraque. A cidade havia sido capturada pelos iraquianos no início da guerra, em 26 de outubro de 1980, logo após a invasão iraquiana do Irã. A retomada bem-sucedida da cidade fez parte da Operação Beit ol-Moqaddas do Irã. É percebida como um momento decisivo na guerra; e a libertação da cidade é celebrada anualmente no Irã em 24 de maio.

## Batalha
Após sua captura, a cidade iraniana de Khorramshahr permaneceu sob controle iraquiano até abril de 1982, quando os iranianos lançaram a Operação Beit ol-Moqaddas para recapturar a província de Khuzistão. A fase inicial da operação ocorreu de 24 de abril a 12 de maio de 1982 e consistiu em aproximadamente 70.000 soldados do exército iraniano e dos Guardas Revolucionários, que conseguiram repelir as forças iraquianas para fora da área de Ahvaz-Susangerd, embora mantendo pesadas baixas. Os iraquianos se retiraram para Khorramshahr e, em 20 de maio, lançaram um contra-ataque vigoroso, porém malsucedido, contra os iranianos. O Irã então lançou uma grande investida a Khorramshahr e ultrapassou duas linhas defensivas iraquianas na região de Pol-e Now e Shalamcheh. Os iranianos se concentraram perto da hidrovia Shatt al-Arab (conhecida como Arvand Rud no Irã), cercaram Khorramshahr e recapturaram a cidade em 24 de maio de 1982, após dois dias de intensos e sangrentos combates.

## Consequências e legado

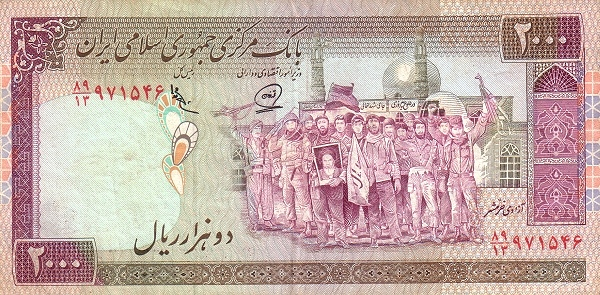
Nota de rial de 2000 do Irã, representando as forças iranianas após a libertação de Khorramshahr.

Ao retomar Khorramshahr, os iranianos capturaram aproximadamente 19.000 soldados de um exército iraquiano agora desmoralizado. Saddam Hussein ficou chocado e furioso com a derrota e com o fato de os iranianos terem avançado apesar de sofrerem pesadas baixas. Os iranianos chegaram a comprometer suas reservas para continuar a repelir os iraquianos. Após a derrota, Saddam Hussein executou vários de seus principais generais, como o comandante da 9.ª Divisão Blindada.
Os apelos para um cessar-fogo ordenado pelas Nações Unidas na Guerra Irã-Iraque foram feitos três dias após a libertação de Khorramshahr, e autoridades de ambos os países começaram a discutir tal possibilidade.
O aniversário da libertação de Khorramshahr é observado anualmente no Irã em 24 de maio.
Sevom Khordad, um sistema de defesa aérea iraniano, foi assim nomeado devido a batalha.